# Houston Dynamo
El Houston Dynamo és un club de futbol professional de la ciutat de Houston (Texas, Estats Units), és un equip de la Major League Soccer des del 2005.
La seva seu és el BBVA Compass Stadium amb capacitat per a 22.000 espectadors i l'equip juga amb samarreta taronja i pantalons blancs.
La seva mascota és una guineu de color taronja amb el nom de "Dynamo Diesel". Els seus principals grups de seguidors són els "Texian Army" (Exèrcit Texà) i "El Batallón". El seu màxim rival és el FC Dallas amb qui juga el derbi texà.

## Història
El club fou fundat el 15 de desembre del 2005 quan els San Jose Earthquakes van ser traslladats per la falta del propietari AEG per assegurar un estadi específic de futbol per la franquícia. Tots els jugadors i directors tècnics de San José es van traslladar a Houston, però el nom de l'equip, l'escut, la història i l'estadística no van ser transferides i van seguir inactives a San José fins que els Earthquakes van ser reactivats el 2007 per un altre grup de propietaris. El Dynamo era de fet un equip nou, un cas semblant al dels Baltimore Ravens de l'NFL.
L'equip va aconseguir guanyar la Copa MLS el 2006 i el 2007, els seus primers dos anys d'història, gràcies a tenir el mateix equip dels San Jose Earthquakes dels anys anteriors i que ja va aconseguir ser campió. El 2018 el Houston Dynamo va guanyar la US Open Cup guanyant la final per 3-0 contra el Philadelphia Union.

## Palmarès
- Copa MLS (2): 2006, 2007
- US Open Cup (1): 2018, 2023
- Carolina Challenge Cup (2): 2006, 2007
- Texas Pro Soccer Festival (1): 2008
- MLS Reserve Division (1): 2008

## Futbolistes destacats
- Ronald Cerritos (2006)
- Ryan Cochrane (2006–2007)
- Paul Dalglish (2006–2008)
- Dwayne De Rosario (2006–2008)
- Joseph Ngwenya (2007)

## Galeria

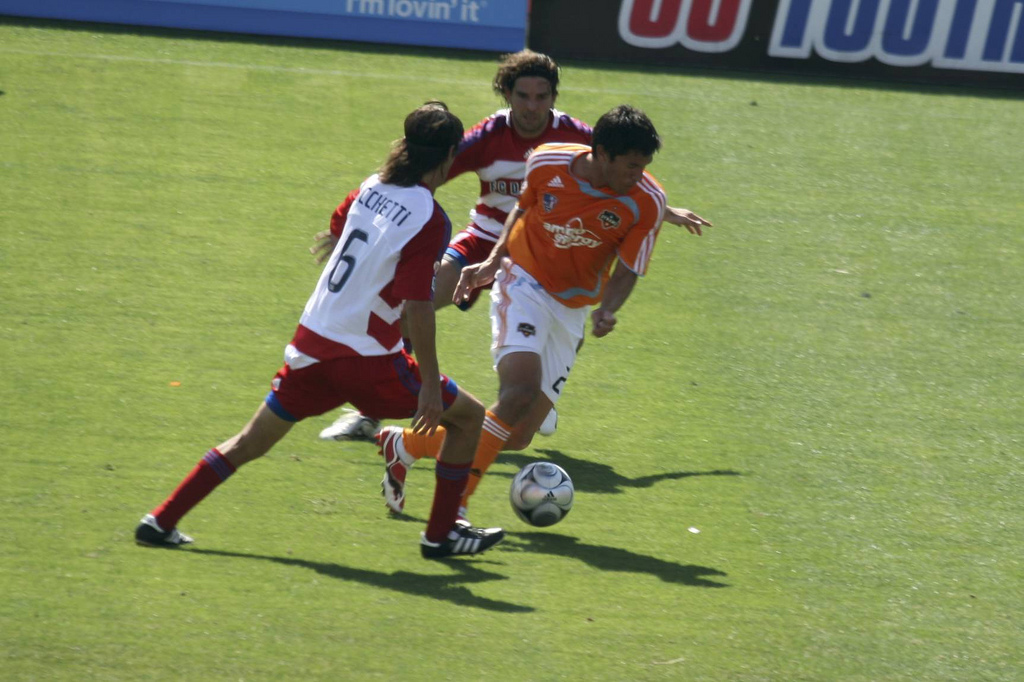
Brian Ching entre dos jugadors del FC Dallas
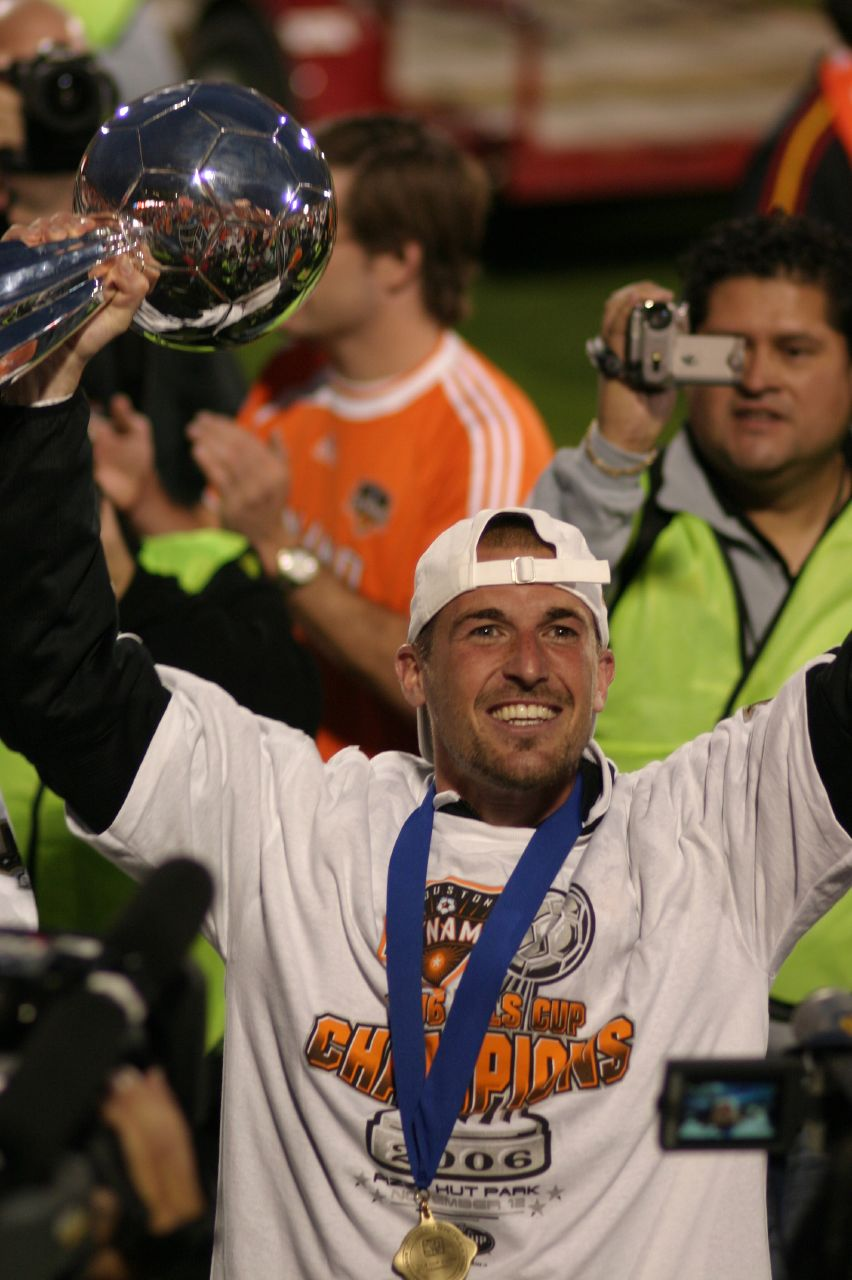
Paul Dalglish amb el trofeu de la MLS Cup 2006
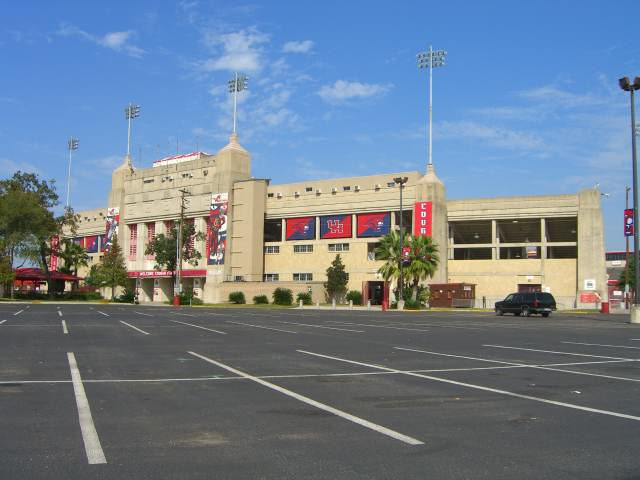
Robertson Stadium